# Campeonato Mundial de Ginástica Artística de 1987
O XXIV Campeonato Mundial de Ginástica Artística transcorreu entre os dias 19 e 25 de outubro de 1987, na cidade de Roterdã, Países Baixos.

## Eventos
- Individual geral masculino
- Equipes masculino
- Solo masculino
- Barra fixa
- Barras paralelas
- Cavalo com alças
- Argolas
- Salto sobre a mesa masculino
- Individual geral feminino
- Equipes feminino
- Trave
- Solo feminino
- Barras assimétricas
- Salto sobre a mesa feminino

## Medalhistas
Masculino
| Evento           | Ouro | Prata                                                                                              | Bronze |
| Equipes          | Dmitry Bilozerchev · Valeri Liukin · Vladimir Artemov · Yuri Korolev · Vladimir Novikov · Alexei Tikhonkikh · União Soviética · (589,750) | Xu Zhiqiang · Lou Yun · Wang Chongsheng · Guo Linxiang · Li Chunyang · Li Ning · China · (583,350) | Sylvio Kroll · Sven Tippelt · Holger Behrendt · Ulf Hoffmann · Maik Belle · Mario Reichert · Alemanha Oriental · (582,800) |
| Individual geral | Dmitry Bilozerchev · União Soviética · (118,375)                                                                                          | Yuri Korolev · União Soviética · (118,350)                                                         | Vladimir Artemov · União Soviética · (118,125)                                                                             |
| Salto            | Lou Yun · China · Sylvio Kroll · Alemanha Oriental · (19,938)                                                                             | nenhum                                                                                             | Dian Kolev · Bulgária · (19,838)                                                                                           |
| Solo             | Lou Yun · China · (19,875) | Vladimir Artemov · União Soviética · (19,675)                                                      | Lubomir Geraskov · Bulgária · (19,650)                                                                                     |
| Cavalo com alças | Zsolt Borkai · Hungria · Dmitry Bilozerchev · União Soviética · (19,775)                                                                  | nenhum                                                                                             | Lyubomir Geraskov · Bulgária · (19,725)                                                                                    |
| Barras paralelas | Vladimir Artemov · União Soviética · (19,800)                                                                                             | Sven Tippelt · Alemanha Oriental · Dmitry Bilozerchev · União Soviética · (19,775)                 | nenhum |
| Argolas          | Yuri Korolev · União Soviética · (19,875)                                                                                                 | Li Ning · China · Dmitry Bilozerchev · União Soviética · (19,825)                                  | nenhum |
| Barra fixa       | Dmitry Bilozerchev · União Soviética · (19,825)                                                                                           | Curtis Hibbert · Canadá · (19,750)                                                                 | Zsolt Borkai · Hungria · Holger Behrendt · Alemanha Oriental · (19,725)                                                    |

Feminino
| Evento              | Ouro | Prata | Bronze |
| Equipes             | Aurelia Dobre · Eugenia Golea · Celestina Popa · Daniela Silivaş · Ecaterina Szabo · Camelia Voinea · Roménia · (395,400) | Svetlana Baitova · Svetlana Boguinskaya · Elena Gurova · Oksana Omelianchik · Yelena Shushunova · Tatiana Tuzhikova · União Soviética · (394,950) | Gabriele Fahnrich · Astrid Heese · Martina Jentsch · Ulrike Klotz · Klaudia Rapp · Dorte Thummler · Alemanha Oriental · (389,600) |
| Individual geral    | Aurelia Dobre · Roménia · (79,650)                                                                                        | Yelena Shushunova · União Soviética · (78,487) | Daniela Silivaş · Roménia · (78,200)                                                                                              |
| Salto               | Yelena Shushunova · União Soviética · (19,894)                                                                            | Eugenia Golea · Roménia · (19,857) | Aurelia Dobre · Roménia · (19,844)                                                                                                |
| Solo                | Daniela Silivaş · Roménia · Yelena Shushunova · União Soviética · (20,000)                                                | nenhum | Aurelia Dobre · Roménia · (19,950)                                                                                                |
| Trave               | Aurelia Dobre · Roménia · (19,950)                                                                                        | Yelena Shushunova · União Soviética · (19,775) | Ecaterina Szabo · Roménia · (19,0737)                                                                                             |
| Barras assimétricas | Dorte Thummler · Alemanha Oriental · (19,925)                                                                             | Daniela Silivaş · Roménia · Yelena Shushunova · União Soviética · (19,913)                                                                        | nenhum |

## Quadro de medalhas
| Ordem | País              | Medalha de ouro | Medalha de prata | Medalha de bronze |    |
| ----- | ----------------- | --------------- | ---------------- | ----------------- | -- |
| 1     | União Soviética   | 8               | 7                | 2                 | 17 |
| 2     | Roménia           | 5               | 1                | 4                 | 10 |
| 3     | China             | 2               | 2                |                   | 4  |
| 4     | Alemanha Oriental | 2               |                  | 4                 | 6  |
| 5     | Hungria           | 1               |                  | 1                 | 2  |
| 6     | Canadá            |                 | 1                |                   | 1  |
| 7     | Bulgária          |                 |                  | 3                 | 3  |
| TOTAL | TOTAL             | 18              | 11               | 14                | 43 |